# Brevibora
Brevibora è un genere di pesci d'acqua dolce appartenenti alla famiglia Cyprinidae, sottofamiglia Danioninae.

## Distribuzione ed habitat
Le tre sole specie provengono dai torrenti dell'Asia.

## Descrizione
Le specie del genere Brevibora presentano un corpo affusolato, compresso ai fianchi. Sono pesci di piccole dimensioni, e la specie più grande, B. dorsiocellata, non supera i 5 cm.

## Alimentazione
Sia B. dorsiocellata che B. cheeya sono carnivore

## Tassonomia
In questo genere sono riconosciute soltanto 3 specie:
- Brevibora cheeya Liao & Tan, 2011
- Brevibora dorsiocellata (Duncker, 1904)
- Brevibora exilis Liao & Tan, 2014

## Acquariofilia
Solo B. dorsiocellata si trova talvolta in commercio, B. cheeya è ancora molto rara.